# Wadi Degla
Wadi Degla (arabsky وادي دجلة) je egyptský fotbalový klub hrající v Egyptské Premier League. Své domácí zápasy hraje na káhirském stadionu Cairo Military Academy Stadium s kapacitou pro 22 000 diváků. Wadi Degla je známa pro svoji fotbalovou akademii, která úzce spolupracuje s anglickým Arsenalem a belgickým Lierse SK.

## Významní hráči
- Francis Kasonde